# Мирсини (дем Източен Мани)
Мирсини или Па̀ница (на гръцки: Μυρσίνη, до 1957 година Πάνιτσα, Паница) е село в Гърция, област Пелопонес, дем Източен Мани. Селото има население от 173 души.

## Личности
Родени в Мирсини
- Андонис Влахакис (1874 – 1906), гръцки офицер, деец на Гръцката въоръжена пропаганда в Македония
- Вула Дамианаку (1914 – 2016), гръцка поетеса
- Михалис Фуридис, гръцки революционер, деец на Гръцката въоръжена пропаганда в Македония